# Remake
Il remake (termine inglese, pronunciato rimeik), in italiano rifacimento, è un'opera di finzione (generalmente di tipo audiovisivo) che è basata sulla storia di un'opera precedente. Un remake riprende la storia precedente, ma con un diverso cast e a volte cambiando i temi e l'ambientazione delle vicende. Il termine si applica in particolare ai film, ma può essere utilizzato anche per le fiction televisive e per i videogiochi. Nell'ambito della musica, invece, si parla di cover.
Quando il rifacimento è trasversale, ossia si applica ad un medium diverso da quello originale, si utilizza di solito il termine "adattamento".

## Caratteristiche
Il rifacimento può essere più o meno fedele all'originale: si può, ad esempio, cambiare l'ambientazione, qualche personaggio o attualizzare la trama. Tutto ciò a seconda delle esigenze che possono essere diverse da quelle del film originale. Solitamente, maggiore è la distanza temporale tra le due pellicole, maggiori sono le differenze.
Riferendosi, invece, a pellicole tratte da romanzi, racconti, opere teatrali, videogiochi, il termine remake non è propriamente corretto, ma è meglio parlare di nuovo adattamento. Difficilmente, infatti, una sceneggiatura verrà scritta sulla base della sceneggiatura del film precedente, ma molto più probabilmente verrà scritta sulla base dell'opera letteraria da cui era tratta la prima pellicola. Ciò nonostante, esistono alcuni esempi di rifacmenti di film tratti da altre opere.